# Jim Norton
James Norton, meglio noto come Jim Norton (Dublino, 4 gennaio 1938), è un attore irlandese.

## Filmografia parziale

### Cinema
- Fu Manchu A.S.3 - Operazione tigre (The Face of Fu Manchu), regia di Don Sharp (1965)
- Alfredo il Grande (Alfred the Great), regia di Clive Donner (1969)
- Cane di paglia (Straw Dogs), regia di Sam Peckinpah (1971)
- L'agenda nascosta (Hidden Agenda), regia di Ken Loach (1990)
- Avventure di un uomo invisibile (Memoirs of an Invisible Man), regia di John Carpenter (1992)
- Tir-na-nog - È vietato portare cavalli in città (Into the West), regia di Mike Newell (1992)
- American History X, regia di Tony Kaye (1998)
- Harry Potter e la camera dei segreti (Harry Potter and the Chamber of Secrets), regia di Chris Columbus (2002)
- In viaggio con Evie (Driving Lessons), regia di Jeremy Brock (2006)
- Il bambino con il pigiama a righe (The Boy in the Striped Pyjamas), regia di Mark Herman (2008)
- The Eclipse, regia di Conor McPherson (2009)
- Puzzole alla riscossa (Furry Vengeance), regia di Roger Kumble (2010)
- Come l'acqua per gli elefanti (Water for Elephants), regia di Francis Lawrence (2011)
- Molto forte, incredibilmente vicino (Extremely Loud and Incredibly Close), regia di Stephen Daldry (2011)
- Jimmy's Hall - Una storia d'amore e libertà (Jimmy's Hall), regia di Ken Loach (2014)
- The Boy, regia di William Brent Bell (2016)
- Special Correspondents, regia di Ricky Gervais (2016)
- Il ritorno di Mary Poppins (Mary Poppins Returns), regia di Rob Marshall (2018)

### Televisione
- Poirot (Agatha Christie's Poirot) – serie TV, episodio 3x11 (1991)
- Star Trek: The Next Generation – serie TV, episodi 4x19-6x26 (1991-1993)
- Father Ted – serie TV, 3 episodi (1995-1998)
- L'ispettore Barnaby (Midsomer Murders) – serie TV, episodio 12x04 (2009)
- River – miniserie TV, 4 episodi (2015)
- L'ispettore Dalgliesh (Dalgliesh) – serie TV, episodi 1x05-1x06 (2021)

## Doppiatori italiani
Nelle versioni in italiano delle opere in cui ha recitato, Jim Norton è stato doppiato da:
- Dario Penne in Come l'acqua per gli elefanti, Jimmy's Hall - Una storia d'amore e libertà, The Boy
- Pietro Biondi in Il bambino con il pigiama a righe, Elementary (ep. 2x23-24), Il ritorno di Mary Poppins
- Vittorio Stagni in Cane di paglia
- Mario Milita in Star Trek: The Next Generation (ep. 4x19)
- Dante Biagioni in Star Trek: The Next Generation (ep. 6x26)
- Stefano Oppedisano in The Knick
- Ugo Maria Morosi in Elementary (ep.6x11)